# Кучма, Леонид Данилович

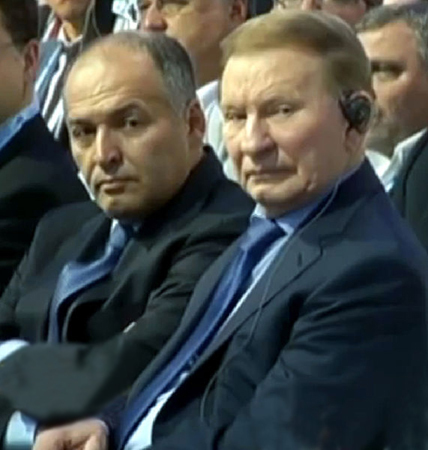
Кучма с зятем Виктором Пинчуком в 2014 году.

Леони́д Дани́лович Ку́чма (укр. Леонід Данилович Кучма; род. 9 августа 1938, Чайкино, Черниговская область, Украинская ССР, СССР) — советский и украинский политический и государственный деятель, 2-й президент Украины (1994—2005).
В 1992—1993 годах — 2-й премьер-министр Украины, в 1994—2005 годах — 2-й президент Украины. Академик Международной академии астронавтики. Председатель контактной группы по урегулированию конфликта в Донбассе в 2015—2018 годы и в 2019—2020 годы.

## Биография
Родился 9 августа 1938 года на лесном кордоне в семье лесника.
Отец — Даниил Прокофьевич Кучма (1901—1942), работал лесником Новгород-Северского лесничества. В войну был старшим сержантом, в октябре 1941 года на левом берегу Волхова попала в окружение 111-я стрелковая дивизия. 560-й сапёрный батальон был брошен на эвакуацию дивизии из котла. Во время переправы бойцам, в числе которых был Д. П. Кучма, приходилось работать под огнём противника в ледяной воде. За этот воинский подвиг 27 декабря 1941 года указом Президиума Верховного Совета СССР старший сержант Даниил Кучма был награждён орденом Красной Звезды. Умер 7 февраля 1942 года в армейском госпитале № 756 в деревне Новоселицы от воспаления лёгких. До 1996 года Даниил Кучма считался пропавшим без вести. Место его захоронения было обнаружено новгородскими поисковиками.

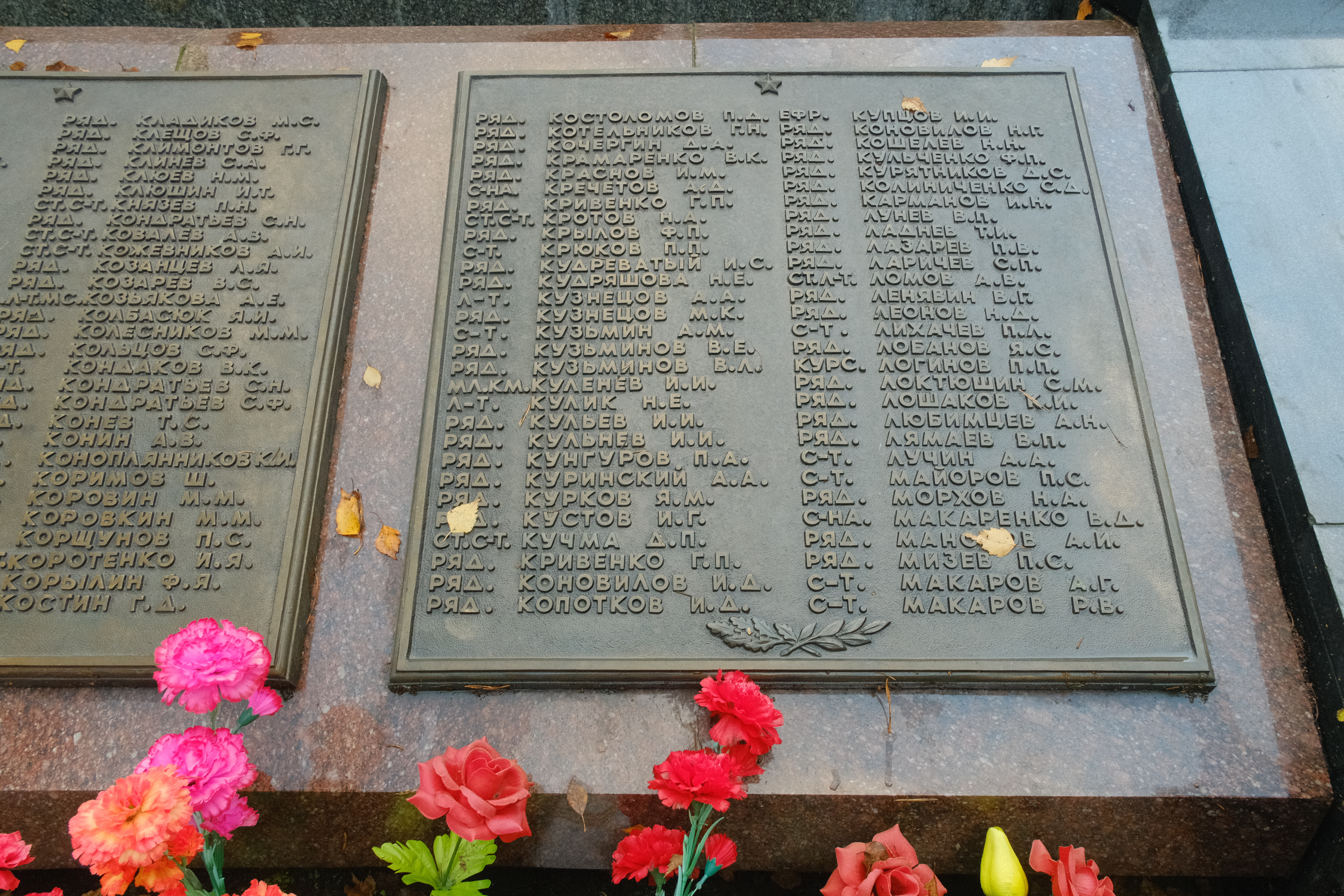
Братская могила в дер. Новоселицы с упоминанием фамилии и инициалов отца Л.Д. Кучмы

Мать — Прасковья Трофимовна Кучма (8 августа 1906—1986, Днепропетровск), работала в колхозе и растила троих детей.

### Образование
Учился в Костобобровской средней школе Семёновского района Черниговской области. В 1960 году окончил физико-технический факультет Днепропетровского государственного университета по специальности «инженер-механик». Кандидат технических наук, профессор университета.

### Карьера ракетчика

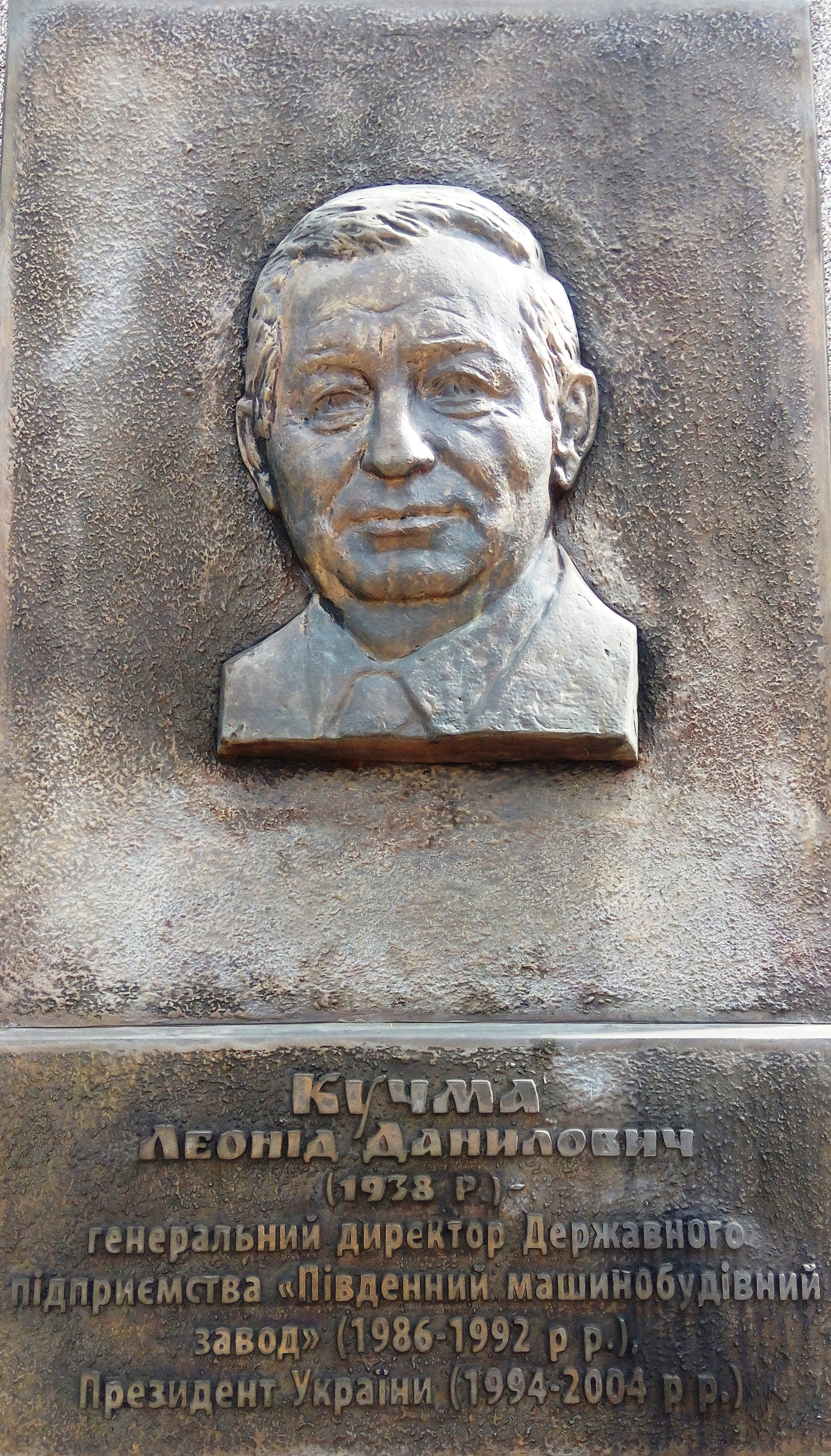
Бронзовый барельеф Леониду Кучме на площади 80-летия Днепропетровщины

После окончания университета работал в ракетно-космической отрасли в конструкторском бюро «Южное» (Днепропетровск). В 28 лет стал техническим руководителем испытаний носителя Циклон-2 на космодроме Байконур и добился уникального результата: успешными оказались все 106 запусков. Как конструктор участвовал в разработке как ряда баллистических ракет военного назначения, так и гражданских проектов, в том числе «Блока Е» — двигательной установки модуля для высадки космонавтов на поверхность Луны. К моменту остановки советской пилотируемой лунной программы в 1969 году «Блок Е» оказался её единственным компонентом, успешно прошедшим все испытания и готовым к использованию.
В 38 лет стал секретарём парткома на «Южмаше», членом ЦК КПУ. Делегат XXVII и XXVIII Съездов КПСС.
В 1979 году получил Ленинскую премию как инженер-ракетостроитель.
С 1982 года — первый заместитель генерального конструктора, в 1986—1992 годах — генеральный директор производственного объединения «Южный машиностроительный завод».
В 1991 году стал одним из основателей Академии технологических наук Украины. Соавтор учебника для вузов «Технология производства космических ракет» (1992).

### Карьера политика
В 1990 году избран народным депутатом Украины Верховной рады I созыва, один из лидеров директората, группы руководителей крупных предприятий в Верховной Раде Украины I созыва.
В июле 1990 года голосовал за Декларацию о государственном суверенитете Украины вслед за аналогичным документом Российской Федерации.
Осудил августовский путч. 24 августа 1991 года голосовал за Акт провозглашения Независимости Украины. На первых президентских выборах на Украине 1991 года поддержал демократического кандидата Игоря Юхновского и был его доверенным лицом.
В октябре 1992 года при поддержке директората предприятий украинской тяжёлой индустрии становится премьер-министром Украины и занимает этот пост до сентября 1993 года. На избрание премьер-министром Кучма дал согласие, учитывая сложную ситуацию в экономике страны. Спад ВВП составлял 10 %, гиперинфляция — 2000 %, дефицит бюджета — 14 % ВВП. Налоговая и финансовая система были парализованы. Условием занятия должности премьер-министра Кучма поставил получение на шесть месяцев беспрецедентно широких полномочий, в частности, права издавать приравненные к законам декреты и назначать руководителей регионов. Эти требования были удовлетворены принятием Закона № 2796-XII от 18 ноября 1992 года. После окончания действия данного закона Кучма настаивал на его продлении, но получил отказ Верховной Рады, после чего подал в отставку. Прошение об отставке было удовлетворено 10 сентября 1993 года президентом Украины Леонидом Кравчуком, 21 сентября 1993 года — Верховной радой Украины.
С декабря 1993 года — президент Союза промышленников и предпринимателей Украины.
В марте 1994 года избран народным депутатом Украины II созыва.
10 июля 1994 года на выборах избран президентом Украины. Победа на выборах была обусловлена его предвыборной программой, предусматривающей исключение национализма, полное равноправие всех народов Украины, а также широкую политическую и экономическую интеграцию с РФ. На выборах 14 ноября 1999 года переизбран на этот пост.
По утверждению его экс-советника Анатолия Гальчинского:

Планы его на вторую каденцию были очень серьёзные. Он чётко высказывался за открытый рынок, готовил административную и политическую реформы, отдавал приоритет евроинтеграции.

## Украина в период президентства Кучмы

### Экономика

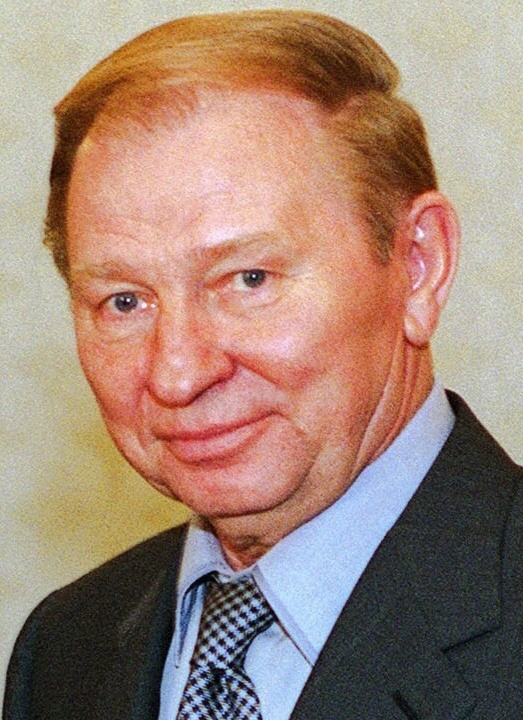
Леонид Кучма в 2001 году

После распада СССР экономическое и социальное положение Украины постоянно ухудшалось. Экономика наполовину зависела от России; только 20 % производства в промышленности имело замкнутый внутренний цикл.
В 1993 году инфляция превышала 10000 %, в 1994 — более 400 %. В 1994 году было зафиксировано рекордное падение ВВП — 22,9 %. Практически во всех отраслях экономики производство сокращалось, в том числе в промышленности — на 27 %, в строительстве — на 35 %. По результатам 1994 года ВВП Украины составлял 54,4 % от уровня 1990 года. Украина имела большие долги перед Россией за энергоносители. На Украине не было полноценной национальной валюты, банковской системы, социальных фондов, продовольственного, финансового и других рынков. Фактически отсутствовал средний класс, средний и малый бизнес находились в зачаточном состоянии.
Срок президентства Леонида Кучмы условно можно разделить на годы падения экономики вплоть до 1998 года, когда ВВП достиг 40,9 % от уровня 1990 года, и период роста экономики на основе иностранных кредитов и инвестиций в 2000—2004 годах, что позволило Украине в 2004 году восстановить показатель ВВП до уровня 1994 года.
Годы кризиса ознаменовались низким уровнем инвестиций, долгами перед населением по заработной плате и пенсиям, и, соответственно, долгами населения по коммунальным платежам, бартеризацией экономики.
Вместе с тем, за время президентства Леонида Кучмы в стране были сформированы рыночные отношения. Стабилизация экономической ситуации сделала возможным введение в 1996 году гривны, украинской национальной валюты.
Были осуществлены малая и средняя приватизация, земельная, аграрная, денежная, финансовая, бюджетная, налоговая и многие другие реформы. За 1995—2004 гг. средняя заработная плата в долларовом исчислении возросла в 2,5 раза, иностранные инвестиции — в 11 раз, золотовалютные резервы — в 14 раз. Погашены долги перед населением по пенсиям и по заработной плате. Перед Россией и Туркменистаном путём бартера были урегулированы задолженности за энергоносители (прежде всего за газ).
При Кучме Украина добилась от Российской Федерации стабильных цен на газ; были загружены нефтеперерабатывающие заводы; достроены три энергоблока на АЭС, реконструированы некоторые железнодорожные объекты. Была создана мотивационная система развития предпринимательства. Ликвидирован бартер, остановлена инфляция, существенно снижены дефицит бюджета, уровень долговой нагрузки, налоговая нагрузка на экономику и население, улучшены показатели внешней торговли и платёжного баланса, выполнены долговые обязательства перед МВФ.

### Государственное строительство
На посту президента Кучма продвигал идею скорейшей разработки и принятия новой Конституции Украины как независимого государства, став инициатором подписания 8 июня 1995 года Конституционного договора. Всемерно стремился к максимальной интеграции с РФ, особенно в первые годы президентства. После того, как конституционный процесс начал пробуксовывать из-за неспособности разных политических сил прийти к компромиссу, Кучма заявил о своём решении вынести текст Конституции на общенародный референдум. Только эта угроза вынудила Верховную Раду форсировать процесс утверждения Конституции, и в результате «конституционной ночи» 28 июня 1996 года она была принята.

### Внешняя политика

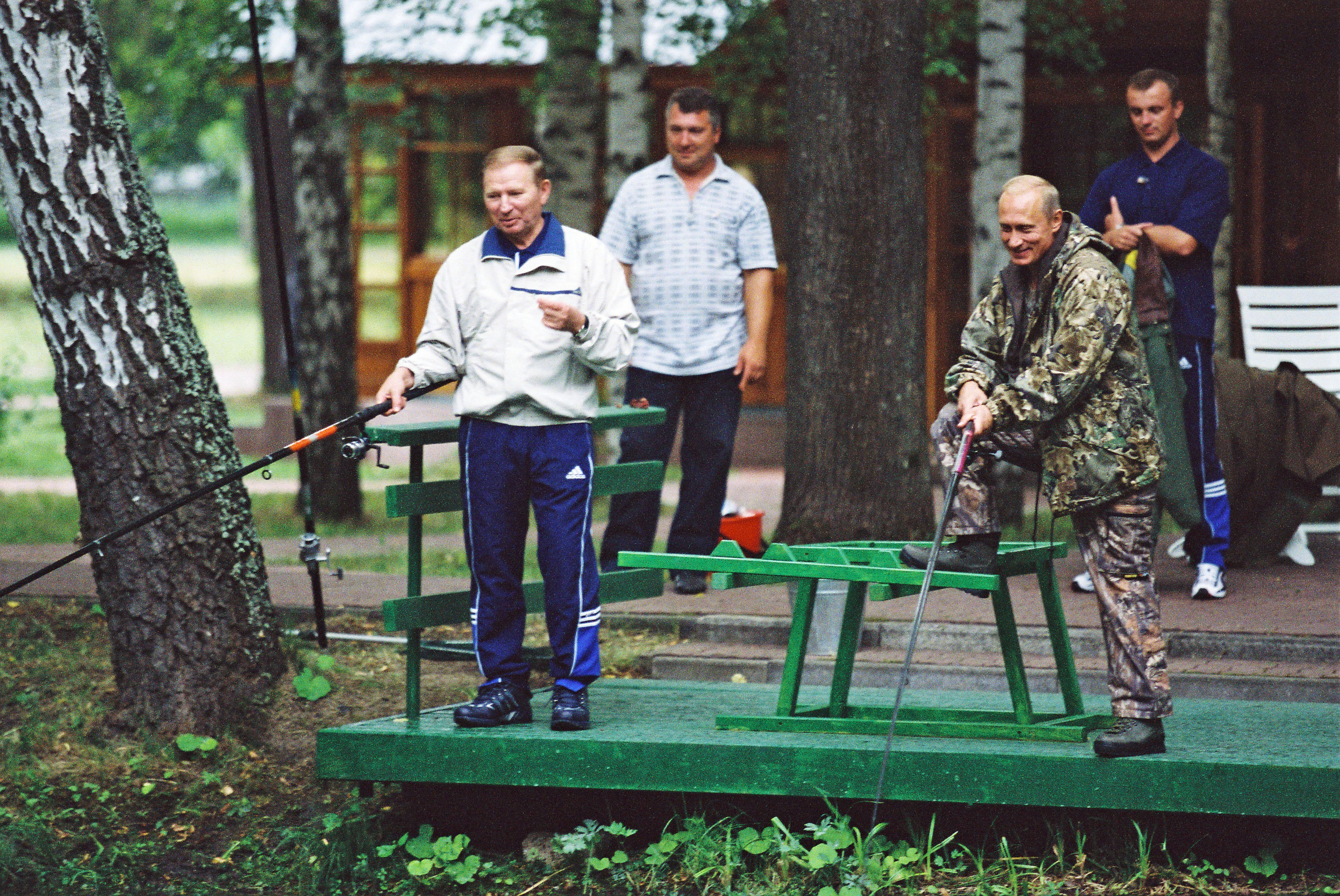
Леонид Кучма и Президент России Владимир Путин во время рыбной ловли в Завидово, 2002 г.

Во внешней политике Кучма исповедовал принцип многовекторности и равноправного сотрудничества Украины как с государствами Запада, так и со странами Азии, Латинской Америки, Россией, членами СНГ. 31 мая 1997 года вместе с президентом России Борисом Ельциным он подписал «Договор о дружбе, сотрудничестве и партнёрстве между Российской Федерацией и Украиной». А уже 9 июля 1997 года он подписал и «Хартию об особом партнёрстве Украины и НАТО». Разногласия в ряде политических вопросов с РФ и давление внутренней радикальной оппозиции привели к тому, что 23 мая 2002 года Совет национальной безопасности и обороны Украины под председательством Кучмы принял решение о том, что вступление в НАТО является стратегической целью для страны.
Кучма был одним из главных инициаторов создания в 1997 году организации ГУАМ. По оценкам большинства экспертов, эта структура, объединившая Грузию, Азербайджан, Молдову (а позднее и Узбекистан) при фактическом неформальном лидерстве Украины, стала попыткой формирования альтернативного центра тяжести в СНГ и противодействия доминированию на этом геополитическом пространстве РФ.
В июне 2001 года по приглашению Кучмы Украину с визитом посетил Папа Римский Иоанн Павел ІІ, дважды с официальными визитами по приглашению Кучмы в Киев приезжал президент США Билл Клинтон.
В 2001 году Кучма решает оказать помощь Македонии, в которой начались активные вооружённые выступления албанских сепаратистов. Будучи в этом году страной-председателем Совета Безопасности ООН, Украина неоднократно выносила на рассмотрение Совбеза резолюцию о ситуации в Македонии. Вопреки позиции Запада осуществлялись поставки украинского оружия и авиации в Македонию. По оценкам военных экспертов, именно это дало Македонии возможность справиться с мятежом и сохраниться в качестве единого государства.
В период президентства Кучмы в составе сил многонациональной коалиции начал свою миссию украинский миротворческий контингент в Ираке (лето 2003 года).
Сохранение и укрепление в период президентства Л. Кучмы взаимовыгодных партнёрских отношений Украины с Россией сочеталось с его линией на отражение действий, трактуемых как угроза суверенитету страны. Наиболее известен конфликт вокруг косы Тузла, имевший место осенью 2003 года. Попытка российской стороны несогласованного с Украиной сооружения дамбы, соединяющей побережье РФ с этим участком украинской территории, вызвала жёсткую реакцию Кучмы: прервав серию своих визитов в страны Латинской Америки, он прибыл на место событий и организовал действия по демонстративному сооружению оборонительных укреплений на косе. После этого Россия прекратила строительство дамбы. Стороны перешли к переговорам, в результате которых Кучма и президент России Владимир Путин подписали «Договор о сотрудничестве в использовании Азовского моря и Керченского пролива». Многие исследователи и аналитики рассматривают конфликт вокруг Тузлы как первую попытку России «прощупать» Украину на предмет своих возможных действий по присоединению Крыма. Этой попытке был дан отбой из-за резкой реакции Кучмы.

### Отмена смертной казни
В 2000 году президент Кучма подписал закон об отмене смертной казни на Украине.

### Международные научно-технические проекты и обязательства Украины
Придя в политику из космической отрасли, Кучма сделал её одним из национальных приоритетов. Он заключил ряд международных соглашений, в результате которых 31 августа 1995 года Украина запустила в космос свой первый спутник «Сич-1» и первого астронавта Леонида Каденюка — этот полёт состоялся 19 ноября 1997 года на корабле «Колумбия». В 1995 году Украина стала одним из четырёх государств-участников программы запусков с плавучего космодрома «Морской старт». Эти проекты позволили уберечь от банкротства объединение «Южмаш» и украинскую научно-производственную сферу в целом. В результате при Кучме Украина стала одной из 10 полноценных космических держав, а по числу космических запусков в мире ежегодно входила в лидирующую пятёрку.
В период президентства Кучмы продукция украинского ВПК активно завоёвывала внешний рынок. В 1996 году Украина подписала с Ираном соглашение о создании в этой стране лицензионного производства самолётов Ан-140. В 1996—1999 годах Пакистан закупил 320 украинских танков Т-80УД.
15 декабря 2000 года Кучма прекратил работу Чернобыльской АЭС, остановив работу реактора энергоблока № 3.

### Убийство Евгения Щербаня
В 1996 году был убит олигарх и предприниматель Евгений Щербань. Юрий Дедух, бывший бизнес-партнёр Щербаня, глава совета учредителей корпорации АТОН, в эфире телеканала ТВi заявил, что подозревает Кучму в заказе убийства:

Следственные органы на сегодняшний день интересует вопрос непосредственно по Юлии Тимошенко и Павлу Лазаренко. Вопрос о Кучме, я так понимаю, не очень их интересует. <…> А если аналитически подходить к этой ситуации, то действия, которые происходили в аэропорту, не могли проходить без санкции первых лиц государства, имею в виду тогдашнего президента Кучму… Я уверен на 90 %, что эти люди непосредственное участие принимали в заказе убийства Щербаня.
Он также добавил, что перед смертью Щербань вынашивал идею отставки Кучмы.

### Общественно-политические конфликты в период президентства Кучмы

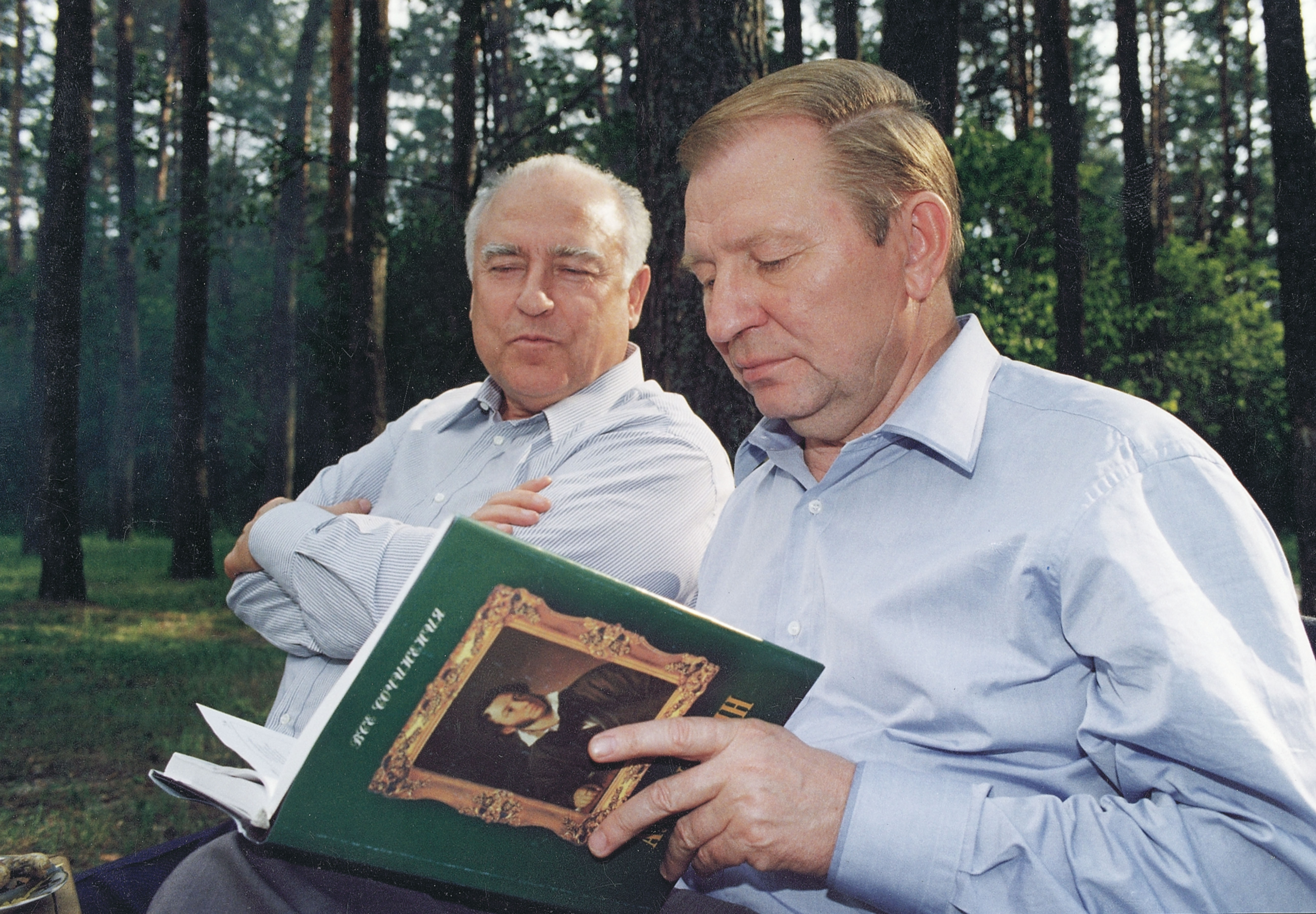
Виктор Черномырдин и Леонид Кучма, Киев, 1999

В ноябре 2000 года деятели оппозиции во главе с лидером социалистов А. A. Морозом обвинили Кучму в расправе над журналистом Георгием Гонгадзе (так называемый «кассетный скандал»). Лидер Социалистической партии Украины Александр Мороз обнародовал аудиозапись, на которой были записаны разговоры президента, главы администрации президента Владимира Литвина и министра внутренних дел Украины Юрия Кравченко, касающиеся исчезновения Гонгадзе. Это нанесло серьёзный удар по репутации Кучмы в глазах международного сообщества и послужило началом акций протеста под лозунгом «Украина без Кучмы». Будучи относительно активной поначалу, за три с лишним месяца мирного противостояния акция потеряла массовость. Поэтому радикальная часть её лидеров пошла на обострение ситуации, спровоцировав кровавые столкновения в центре Киева 9 марта 2001 года. На следующий день силовики разобрали палаточный городок протестующих. После этого акция не возобновлялась. Обвинения в расправе над Гонгадзе выдвигались Кучме и позднее. Однако никаких юридически значимых доказательств его причастности к убийству журналиста представлено так и не было. Окончательно попытки возбудить дело против Кучмы по этому обвинению были признаны в суде незаконными 14 декабря 2011 года. Исполнители убийства Гонгадзе были осуждены.
В 2001 году Верховная рада несколько раз пыталась начать в отношении Леонида Кучмы процедуру импичмента. Его обвиняли в незаконной продаже оружия, в организации избиения депутата Александра Ельяшкевича. Леонид Кучма терял популярность. Его рейтинг доверия составлял 20 %, недоверия — примерно 60 %. Переизбрание на третий срок для него становилось всё менее реальным.
На парламентских выборах 2002 Кучма поддержал блок «За единую Украину!», который возглавил глава его администрации Владимир Литвин, вторую позицию в избирательном списке занимал премьер-министр Украины Анатолий Кинах.
15 октября 2002 года киевский судья Юрий Василенко (муж известного адвоката Татьяны Монтян) возбудил в отношении Кучмы уголовное дело. Однако уже в декабре оно было закрыто Верховным судом, а Василенко уволен.
В ноябре-декабре 2004 года на Украине проходили массовые манифестации, получившие название Оранжевой революции. Они начались как акции протеста против фальсификации результатов президентских выборов, согласно которым ЦИК объявила избранным Президентом В. Ф. Януковича. Кучма стоял на позиции поиска компромисса для выхода из кризиса. По свидетельству очевидцев, Кучма отказался от попыток Путина и Януковича склонить его к силовому подавлению протестов. Он председательствовал на серии «круглых столов» с участием противоборствующих сторон и посредников из стран Запада и РФ. В итоге ему удалось склонить противников к пакетному соглашению, включавшему глубокую реформу политической системы. Именно принятие этого пакета законопроектов 8 декабря 2004 года означало деэскалацию политического и гражданского конфликта. Новые нормы были включены в Конституцию Украины и являются базовыми правилами формирования и взаимодействия ветвей власти с 1 января 2006 года и до сих пор (за исключением периода президентства Януковича, который вынудил Верховную Раду и Конституционный суд Украины вернуть ему расширенные полномочия).

### Чрезвычайные происшествия в период президентства Кучмы
4 октября 2001 года над Чёрным морем потерпел крушение Ту-154 российской авиакомпании «Сибирь», летевший из Тель-Авива в Новосибирск. Согласно заключению Межгосударственного авиационного комитета (МАК), самолёт был непреднамеренно сбит зенитной ракетой 5В28 комплекса С-200В, запущенной 96-й зенитной ракетной бригадой ПВО Украины в ходе учений. Леонид Кучма не признавал ответственность Украины за инцидент и призывал «не делать трагедию» из случившегося. 24 октября 2001 года Кучма признал ответственность Украины и отправил в отставку министра обороны Украины Александра Кузьмука Некоторые эксперты[какие?] отвергают такую возможность[какую?] Первоначально отрицал её и В. Путин. Судебные инстанции Украины на основании экспертизы, проведённой только украинскими экспертами, приняли решение о непричастности национальных сил ПВО к этому крушению. Никто из военных, допустивших трагедию, не предстал перед судом. Украина до сих пор не признала свою вину официально; родственники жертв получили только «добровольные гуманитарные выплаты».
27 июля 2002 года в аэропорту Скнилов (Львовская область) во время авиашоу произошла катастрофа, в результате которой погибло 77 человек.

## Деятельность после президентства

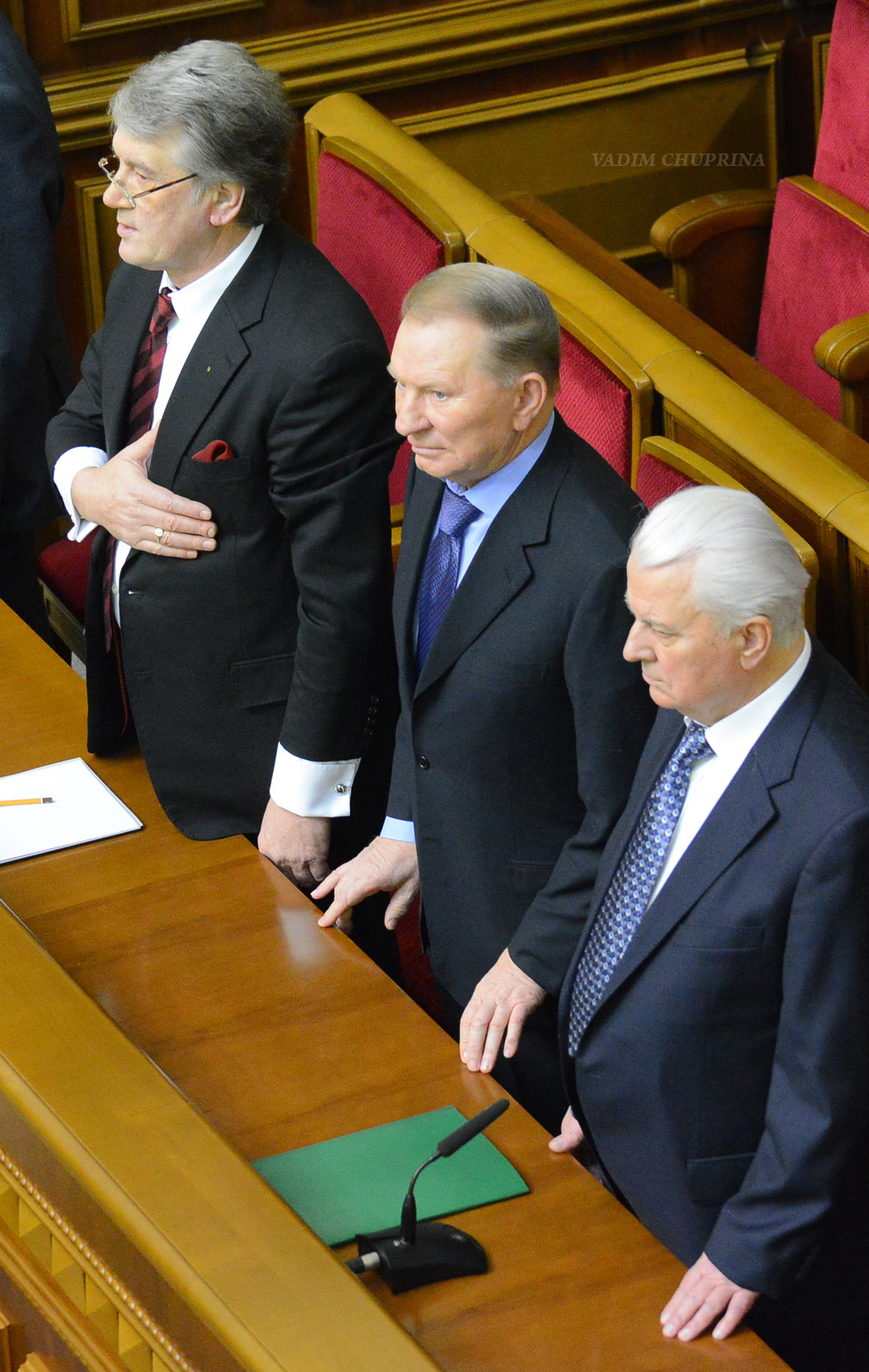
Президенты Украины В. Ющенко, Л. Кучма, Л. Кравчук (слева направо). 28 января 2014, Верховная рада Украины

19 января 2005 года исполняющий обязанности премьера Украины Николай Азаров подписал правительственное постановление № 15-р под грифом «Для служебного пользования», по которому Кучма получил пожизненное содержание в размере заработной платы действующего президента; ему предоставлялась в личное пользование государственная дача в Конча-Заспе (пригород Киева, основное место проживания украинской элиты) с обслуживающим персоналом (четыре водителя, две горничные, два официанта и повар) и два автомобиля; сохранялись государственная охрана, помощник и советник. В тексте постановления оговаривалось, что содержание Леонида Кучмы, находящегося в его пользовании движимого и недвижимого имущества, а также обслуживающего персонала, будет оплачиваться из государственного бюджета.
Однако уже в феврале министр юстиции Украины Роман Зварич заявил, что намерен пересмотреть условия обеспечения и обслуживания бывшего президента. Его поддержала премьер Юлия Тимошенко, которая считает, что предыдущее правительство превысило свои полномочия, принимая это постановление. 28 февраля 2005 правительство Украины на внеочередном закрытом заседании отменило постановление № 15-р. 18 апреля 2007 года Кабинет министров Виктора Януковича издал распоряжение, отменяющее документ от 28 февраля 2005 года и возобновляющее действие постановления от 19 января 2005 года. Таким образом, Леониду Кучме возвращены все льготы.
Хотя периодически возникали намерения привлечь Кучму в качестве обвиняемого по уголовному делу, возбуждённому по факту убийства журналиста Гонгадзе, а также по уголовным делам по фактам убийств министра внутренних дел Кравченко и министра транспорта Кирпы, по первому уголовному делу Кучма привлечён не был, а остальные два дела были прекращены в порядке п. 2 ст. 6 УПК Украины.
Возглавляет благотворительный фонд «Президентский Фонд Леонида Кучмы „Украина“», работа которого имеет следующие направления:
- повышение культурного уровня и эстетического воспитания граждан;
- организация и осуществление мероприятий с целью защиты культуры, искусства и духовности;
- книгоиздательство;
- поддержка талантов в сфере образования;
- содействие перспективной творческой молодёжи;
- поддержка сельских библиотек.

С первых недель вооружённого конфликта на Востоке Украины Леонид Кучма выполнял миротворческую и переговорную миссию. 23 июня 2014 года представлял Украину на переговорах в Донецке, на которых была достигнута самая первая договорённость о прекращении огня. Впоследствии Кучма назначен полномочным представителем Украины в Трёхсторонней контактной группе в Минске и на сентябрь 2018 года являлся её единственным бессменным участником. 5 сентября 2014 года подписал от официальной украинской стороны Минский протокол. Всего за время своей работы совершил около 100 поездок в Минск. 28 сентября 2018 года заявил о своём уходе с поста полпреда Украины в контактной группе по Донбассу. 3 июня 2019 года вновь назначен представителем Украины в контактной группе по Донбассу новым президентом Украины Владимиром Зеленским.

## Семья

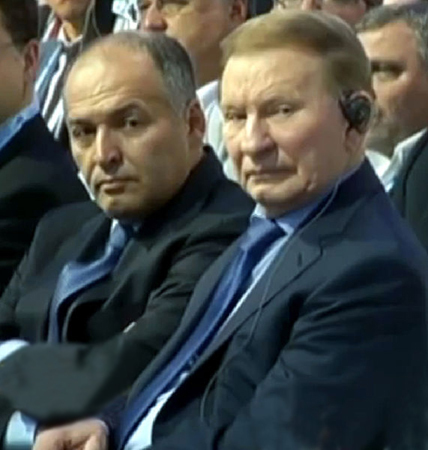
Леонид Кучма с зятем бизнесменом Виктором Пинчуком

- Старший брат Александр Данилович Кучма (1928—1984), шахтёр, умер от рака лёгких[5].
  - Племянник Владимир Александрович Кучма — бизнесмен[47].
- Сестра Вера Даниловна Тимошенко (Кучма), работала машинистом электровоза, умерла от инсульта в возрасте 48 лет[5].
- Жена Людмила Николаевна Кучма (1940) (урождённая Талалаева). Людмила — приёмная дочь Геннадия Туманова, заместителя главного инженера «Южмаша» (1952—1966), главного инженера Главного технического управления Министерства общего машиностроения СССР (1966—1976).
  - Дочь Елена Леонидовна Пинчук (1970), основательница фонда «АНТИСПИД» и глава наблюдательного совета медиагруппы StarLightMedia, которая включает телеканалы СТБ, ICTV, Новый, QTV, М1, M2 и ряд других медиакомпаний. Состоит в браке с известным бизнесменом и общественным деятелем Виктором Пинчуком[48], раньше состояла в браке с Игорем Франчуком.
    - Роман Игоревич Франчук[49](3 апреля 1991)[50].
    - Екатерина Викторовна Пинчук (4 июня 2003)[51].
    - Вероника Викторовна Пинчук (28 сентября 2011)[52].

## Оценки и критика

### Опросы
В конце 2004 года результаты исследования, проведённого Центром Разумкова, показали, что 45 % украинцев считали, что Кучма заканчивает своё президентство с позором. Только 8 % опрошенных ответили, что ему удалось сохранить свой авторитет и уважение со стороны общества. Кроме того, 76 % украинцев считали, что действия президента в течение последних месяцев были направлены на защиту собственных интересов и интересов своего политического окружения.
В мае 2020 года, согласно результатам опроса социологической группы «Рейтинг», большинство украинцев, 20 %, назвали Кучму лучшим президентом Украины. Тогдашнего президента Зеленского лучшим назвали 16 % опрошенных, Кравчука и Порошенко 13 % и 12 % соответственно, Януковича — 9 %, Ющенко — 6 %. 14 % опрошенных посчитали, что ни один из представленных глав государства не был лучшим, ещё 10 % затруднились ответить.

## Награды и звания
- Орден Трудового Красного Знамени (1976)
- Ленинская премия (1979)
- Орден «За заслуги перед Отечеством» I степени (Россия, 20 апреля 2004) — за большой личный вклад в укрепление дружбы и сотрудничества между народами России и Украины[55] (орден был вручён Леониду Кучме Президентом Российской Федерации Дмитрием Медведевым в Кремле 28 июля 2011 года)[56]
- Орден Республики (Молдавия, 8 августа 2003) — в знак глубокой признательности за особый вклад в развитие отношений дружбы и сотрудничества между Украиной и Республикой Молдова[57][58]
- Орден «Независимость» (Азербайджан, 6 августа 1999) — за большие заслуги в постоянном развитии отношений дружбы и сотрудничества между Украиной и Азербайджаном, ценную деятельность по расширению стратегического партнёрства наших стран[59]
- Орден Вахтанга Горгасала I степени (Грузия, 2013)[60]
- Орден Золотого орла (Казахстан, 7 сентября 1999) — за выдающийся личный вклад в укрепление традиционных отношений дружбы и братства между народами Казахстана и Украины, неуклонное стремление к расширению всестороннего и взаимовыгодного казахстанско-украинского сотрудничества[61]
- Орден «За выдающиеся заслуги» (Узбекистан, 16 февраля 1998) — за выдающиеся заслуги в укреплении дружбы между народами Узбекистана и Украины, развитии двусторонних межгосударственных отношений, а также за весомый вклад в дело сохранения мира и стабильности, рост международного авторитета страны[62]
- Кавалер Большого Креста ордена Витаутаса Великого (Литва, 20 сентября 1996) — за заслуги в развитии приграничных отношений между Украиной и Литовской Республикой и дружественного сотрудничества между народами[63]
- Кавалер Большого Креста ордена Великого князя Литовского Гядиминаса (Литва, 4 ноября 1998)[64]
- Большой крест со звездой ордена Белой розы (Финляндия, 1995)
- Орден Серафимов (Швеция, 23 марта 1999)[65]
- Кавалер Большого креста ордена «За заслуги перед Итальянской Республикой» с лентой (Италия, 3 мая 1995)[66]
- Орденская цепь ордена Гражданских заслуг (Испания, 4 октября 1996)[67]
- Большая цепь ордена Инфанта дона Энрике (Португалия, 16 апреля 1998)[68]
- Орден Белого Орла (Польша, 16 мая 1997)
- Большая почётная звезда «За заслуги перед Австрийской Республикой» (Австрия, 1998)
- Цепь ордена Звезды Румынии (Румыния, 2000)[69]
- Цепь ордена Освободителя Сан-Мартина (Аргентина, 9 апреля 1996)[70]
- Орден «Мугунхва» (Республика Корея, 1996)
- Орден Королевской семьи Брунея І степени (Бруней, 2004)[71]
- Орден Великой сентябрьской революции (Ливия, 2003)[72]
- Медаль «Вифлеем-2000» (Палестинская национальная администрация, 2000)[73]
- Юбилейная медаль «25 лет независимости Украины» (19 августа 2016) — за значительные личные заслуги в становлении независимой Украины, утверждении её суверенитета и укреплении международного авторитета, весомый вклад в государственное строительство, социально-экономическое, культурно-образовательное развитие, активную общественно-политическую деятельность, добросовестное и безупречное служение Украинскому народу[74]
- Почётный знак Содружества Независимых Государств (16 сентября 2004) — за большой вклад в развитие дружбы, добрососедства, взаимопонимания и взаимовыгодного сотрудничества в рамках Содружества Независимых Государств на посту Председателя Совета глав государств Содружества Независимых Государств[75]
- Цепь ордена Гроба Господня (Иерусалимский Православный Патриарх, 2000)
- Орден Святого равноапостольного князя Владимира I степени (УПЦ (МП), 1999)
- Орден преподобного Ильи Муромца I степени (УПЦ (МП), 2004)[76]
- Государственная премия Украины в области науки и техники 1993 года (31 декабря 1993) — за разработку конструкции, технологии изготовления и освоение серийного производства пассажирских троллейбусов большой вместимости серии ЮМЗ-Т (в составе коллектива)[77]
- Почётный гражданин Донецкой области (2002)[78]
- Почётный гражданин Севастополя (12 декабря 2002[79], лишён звания 28 июня 2022[80])
- Почётный гражданин Кривого Рога (22 октября 1999)[81]
- Почётный гражданин Днепра
- Почётный гражданин Белгород-Днестровского
- Почётный гражданин Полтавы
- Почётный гражданин Бишкека[82]
- Почётный гражданин Еревана (2002)
- Почётный гражданин Керчи (2003), Лишён звания 28 апреля 2022 года решением Керченского горсовета, контролирующегося на данный момент Россией.[83]
- Почётный крымчанин (18 октября 1999) — за значительный личный вклад в разрешение важнейшей геополитической проблемы, принятие Конституции Автономной Республики Крым, обеспечение политической стабильности, оказание государственной поддержки в решении вопросов газификации восточных районов Автономной Республики Крым и строительства газопровода «Джанкой — Феодосия — Керчь»[84] (лишён звания постановлением Госсовета Республики Крым № 1167-2/22 от 20.04.2022 г.[85])
- Почётная грамота Верховной Рады Автономной Республики Крым (12 мая 1999) — за значительный личный вклад в урегулирование проблемы статуса и полномочий Автономной Республики Крым, в подготовку и утверждение Конституции Автономной Республики Крым[86]
- Почётный профессор МГУ (1998)[87]
- Звание академика Международной академии астронавтики[88]